# Margaret Bamgbose
Margaret Bamgbose (ur. 19 października 1993 w Evanston) – nigeryjska lekkoatletka specjalizująca się w biegach sprinterskich. Do marca 2016 roku reprezentowała Stany Zjednoczone.
Po zmianie barw narodowych weszła w skład nigeryjskiej sztafety sztafeta 4 × 400 metrów, która w 2016 zajęła 4. miejsce na halowych mistrzostwach świata. Półfinalistka biegu na 400 metrów podczas igrzysk olimpijskich w Rio de Janeiro (2016).
Podczas pobranej od niej 1 lipca 2017 podczas zawodów na Bermudach próbce wykryto niedozwolone środki dopingujące – została ukarana 6-miesięczną dyskwalifikacją, trwającą do 31 grudnia 2017, a także anulowaniem osiągniętych w tym czasie wyników, m.in. z Mistrzostw Świata w Lekkoatletyce 2017 (półfinał w biegu 400 metrów).
Medalistka mistrzostw Nigerii.
Rekordy życiowe: bieg na 400 metrów – 51,11 (15 maja 2016, Tallahassee).

## Osiągnięcia
| Rok  | Impreza                   | Miejsce        | Konkurencja             | Lokata     | Wynik   |
| ---- | ------------------------- | -------------- | ----------------------- | ---------- | ------- |
| 2016 | Halowe mistrzostwa świata | Portland       | sztafeta 4 × 400 metrów | 4. miejsce | 3:34,03 |
| 2016 | Igrzyska olimpijskie      | Rio de Janeiro | bieg na 400 metrów      | półfinał   | 51,92   |
| 2017 | IAAF World Relays         | Nassau         | sztafeta 4 × 400 metrów | 7. miejsce | 3:32,94 |
| 2017 | Mistrzostwa świata        | Londyn         | bieg na 400 metrów      | DSQ        | DSQ     |